# Hybrid (musikgrupp)
Hybrid (ibland skrivet H Y B R I D) var ett spanskt extreme metal-band från Madrid, som grundades år 2004. Bandet släppte sin första EP, Beyond Undeniable Entropy (2006) samt sitt debutalbum, The 8th Plague 2008. År 2013 släpptes andra studioalbumet Angst och kort senare splittrades bandet. 

## Medlemmar
Nuvarande medlemmar
- Chus Maestro – trummor, bakgrundssång (2004–2013)
- Iván Durán – gitarr (2009–2013)
- Antonio Sánchez – gitarr (2009–2013)

Tidigare medlemmar
- Kike (Enrique Maroto) – basgitarr (2004–2008)
- Migueloud (Miguel Ángel) – gitarr, bakgrundssång (2004–2008)
- J. Oliver (Javier Ameztoi) – gitarr, bakgrundssång (2004–2008)
- Unai García – sång (2004–2006)
- Albano Fortes – sång (2007–2008)
- Iago Fuentes – basgitarr (2008–2009)
- Rafa (Rafael Fernández) – sång (2008–2010)
- Alfonso Vicente – basgitarr (2009–2011)

Turnerande medlemmar
- Óscar Martín (Óscar Martín Diez-Canseco) – sång (2010)

## Diskografi
Demo
- Promo 2005 (2005)

Studioalbum
- The 8th Plague (2008)
- Angst (2013)

EP
- Beyond Undeniable Entropy (2006)